# NGC 4399
NGC 4399 is een H-II-gebied in het sterrenbeeld Jachthonden. Het hemelobject ligt ongeveer 14 miljoen lichtjaar van de Aarde verwijderd en werd op 13 april 1850 ontdekt door Johnstone Stoney, assistent van de Ierse astronoom William Parsons. Het maakt onderdeel uit van het sterrenstelsel NGC 4395.

## Synoniemen
- MCG 6-27-53
- ZWG 187.42